# 吉泰盆地
吉泰盆地，在地质学上又称为吉安凹陷，是位于中国江西省中部、赣江中游的一个盆地，面积1.87万平方公里，地域上包括吉安市所辖的吉州区、青原区、泰和县、吉水县、吉安县、永丰县、新干县、峡江县、安福县、万安县等10个区县。

## 地形

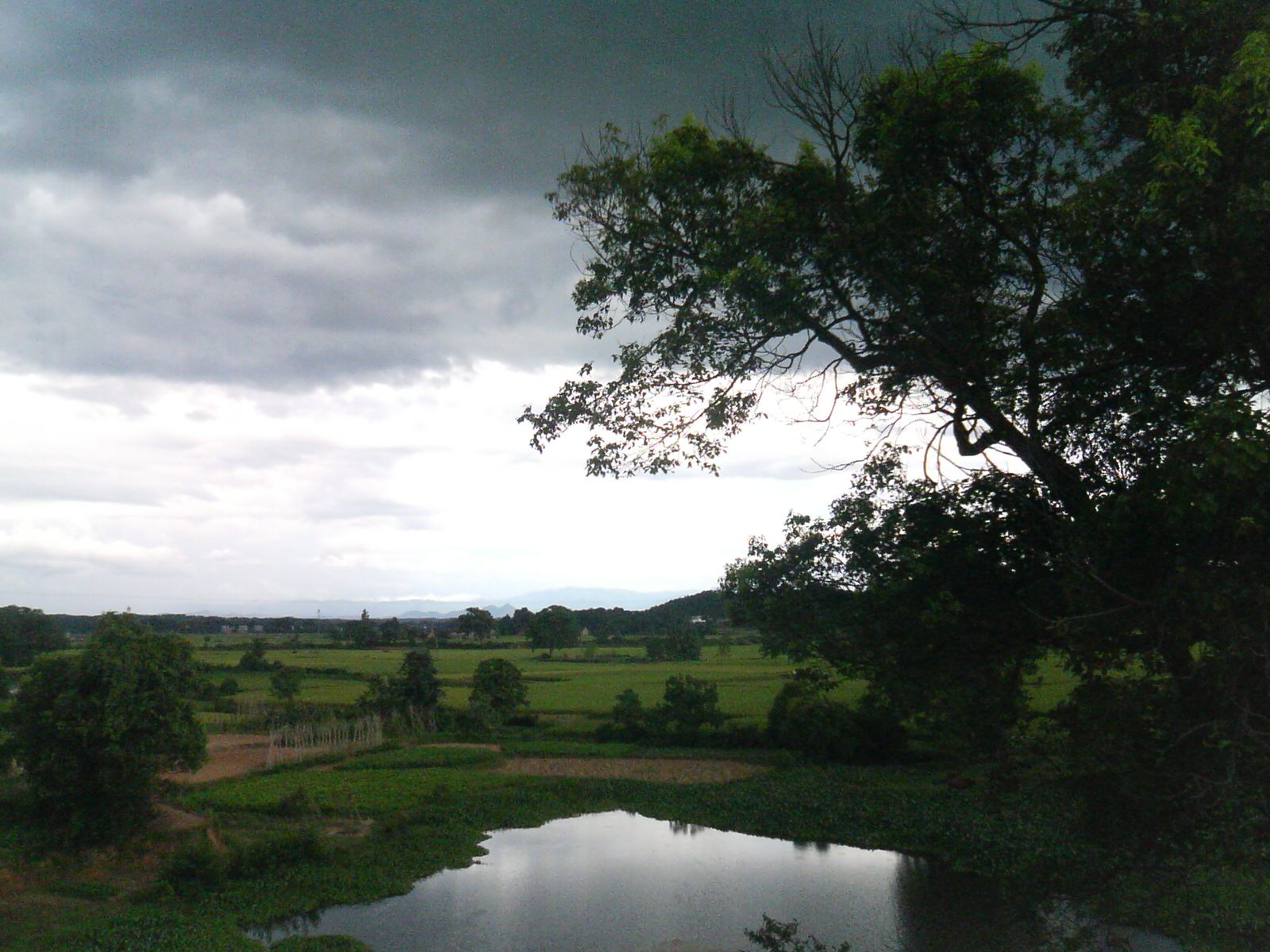
泰和县乡村景色

吉泰盆地总面积1.87万平方公里，占江西省总面积的11.2％。境内以低山、丘陵为主要地貌类型，其中山地占25.5％,丘陵占58.9％,平原占15.6％。盆地四周为山体环绕，北部为东西向的武功山，西部和南部为罗霄山脉，两山呈弯月形构成一道自西南至北部的屏障；东部和东南部则呈不规则月牙状分布有雩山山脉中的玉华山、云良山、东固山等。两侧绵长的山脉几乎隔绝了盆地与东西两面的联系。东北部地势比较平坦，成为盆地最大的开口。江西最大的河流赣江从南向北贯穿而过，成为吉泰盆地与北面的赣抚平原、南面的赣州相连的重要通道。众多支流自东西两侧呈向心状汇入赣江，呈树叶状的河谷地带构成了盆地的腹地。

## 气候
吉泰盆地地处亚热带季风气候地区，气候温和湿润，光照充足，雨量丰沛。主要气候数据为：
- 年平均气温 17．7～18．6℃
- 年活动积温 5600～5900℃
- 平均年降雨量 1350～1580毫米
- 无霜期 276～292天。

## 经济与文化
吉泰盆地土地肥沃，自然条件得天独厚，西汉即已在此设庐陵县，经过晋至唐的开发，吉泰盆地成为江南最富庶的地区之一，并孕育了璀璨夺目的庐陵文化。如今的吉泰盆地仍然是江西省内仅次于鄱阳湖平原的第二大商品粮基地和最大的柑桔生产基地以及棉、麻等经济作物的主要产地。

## 环境问题
吉泰盆地土地以红壤为主，极易流失。而自1950年代至1990年代，吉泰盆地人口增长了近两倍，加上单一的经济结构、不合理的开发，水土流失问题日益严重，生态环境持续恶化。